# Oude begraafplaats van Malo
De Oude begraafplaats van Malo (Ancien cimetière) is een gemeentelijke begraafplaats in de Franse badplaats Malo, nu een deel van de stad Duinkerke in het Noorderdepartement. De begraafplaats ligt aan de Rue de Roubaix. Een kilometer ten oosten ligt de Nieuwe begraafplaats van Malo (Nouveau cimetière) langs de Rue Arthur Honegger.
Op de begraafplaats bevinden zich perken met gesneuvelde militairen. Er liggen 129 Britse graven uit beide wereldoorlogen en 357 Franse militaire graven uit de Eerste Wereldoorlog.

## Britse oorlogsgraven
Op de begraafplaats bevinden zich Britse militaire graven van gesneuvelden uit beide wereldoorlogen. 
De begraafplaats werd in de herfst van 1917 gebruikt door eenheden van het XV Corps en telt 34 doden uit de Eerste Wereldoorlog. Deze graven liggen in het zuidwestelijk deel van de begraafplaats, tussen de rijen Franse oorlogsgraven. 
In het noordoostelijk deel van de begraafplaats liggen 95 graven uit de Tweede Wereldoorlog waarvan 32 slachtoffers niet geïdentificeerd konden worden. Hier staat ook het Cross of Sacrifice. In totaal bevinden er zich 97 geïdentificeerde Britse graven.

### Graven
- sergeant Benjamin Joseph Traynor (Green Howards (Yorkshire Regiment)) werd onderscheiden met de British Empire Medal (BEM).
- J. Currie, compagnie sergeant-majoor bij de King's Own Scottish Borderers werd onderscheiden met de Military Medal (MM).

- Tussen de gesneuvelden ligt het graf van Katharine Kinnear, verpleegster bij het Voluntary Aid Detachment. Zij stierf op 3 september 1917.

De Britse graven worden onderhouden door de Commonwealth War Graves Commission. In de CWGC-registers is de begraafplaats opgenomen als Malo-les-Bains Communal Cemetery.